# Mário Rômulo Linhares
Mario Rômulo Linhares (Fortaleza, 19 de agosto de 1889 - Rio de Janeiro, 15 de dezembro de 1965), foi um poeta, crítico literário, genealogista e historiador literário brasileiro.

## Biografia
Era filho de Vicente Alves Linhares e de Maria Amália Vieira Linhares. Iniciou sua vida de escritor em 1906, na revista Fortaleza que fundou com Joaquim Pimenta, Raul Uchoa, Genuíno de Castro e Jaime de Alencar.
Em 1910, mudou-se para Recife, fundando a revista Heliópolis (1910-1915) com Raul Monteiro, Silva Lobato, Costa Rego Júnior e outros. Escreveu nas revistas Jangada (1909-1912) e Terra da Luz. Colaborou com os jornais Diário da Bahia e Jornal de Notícias e na revista Renascença (1918). Usava vários pseudônimos: Gil Vaz, Max Línder, Gomes Pacheco, Flávio de Lisle, Ivo Neves, Ponciano Ribas, Jacques Amiot, Gervásio Botelho. Usava também pseudônimos femininos: Laura Viterbo, Ivone Pimentel, Dolores Beviláqua, Carmem Floresta.
Foi membro da Academia Carioca de Letras, Academia Cearense de Letras e da Federação das Academias de Letras do Brasil. Foi um dos fundadores e o primeiro presidente do Instituto Cearense de Genealogia. Assumiu a presidência da Academia Cearense de Letras no período de 1955-1956, tendo como patrono Clóvis Beviláqua.

## Obras
- Amor e suicídio, em 1909,
- Florões, em 1912,
- Evangelho pagão, em 1917,
- Semeadores (1926),[4]
- Poetas esquecidos (1938),[5]
- História literária do Ceará (1948),[6]
- Ascensão (1953),
- Contas Sem Fio (1959),

## Homenagens
- Uma rua em Fortaleza foi nomeada em homenagem ao poeta.[7]